# Czesław Chowaniec
Czesław Chowaniec (ur. 29 czerwca 1899 w Stanisławowie, zm. 22 marca 1968 w Paryżu) – polski historyk i bibliotekarz. 

## Życiorys
Był synem Stanisława (1862–1910, właściciel drukarni w Stanisławowie) i Sabiny oraz bratem Tadeusza (1897–1940, ofiara zbrodni katyńskiej, zamordowany z tzw. Ukraińskiej Liście Katyńskiej, Władysława (współwłaściciel drukarni w Stanisławowie od 1922 do 1939), Wacława (1887–1985, prawnik, poseł na Sejm RP).
Studiował na Uniwersytecie Jagiellońskim, doktorat w 1925. Od 1931 pracował w bibliotece Polskiej w Paryżu, od 1933 kustosz, od 1956 kierownik, od 1964 dyrektor. Od 1935 wykładowca w Centre d'Etudes Polonaises de Paris przy bibliotece Polskiej. Wykładał też w Sekcji Polskiej w Centre d'Etudes Slaves. 
Był sekretarzem generalnym Towarzystwa Historyczno-Literackiego w Paryżu, członkiem Polskiego Towarzystwa Naukowego na Obczyźnie.
Działalność naukowa Chowańca koncentrowańa się wokół przeszłości jego rodzinnego miasta – Stanisławowa. W 2018 została wydana książka jego autorstwa Historia twierdzy stanisławowskiej (1662-1812), której maszynopis i rękopis znaleziono w Bibliotece Polskiej w Paryżu. Praca ta jest cennym źródłem historycznym o tym regionie.
Zmarł 22 marca 1968 w Paryżu i został pochowany na polskim cmentarzu w Montmorency.

## Ordery i odznaczenia
- Złoty Krzyż Zasługi (9 listopada 1932)[7]

## Wybrane publikacje
- Poglądy polityczne rokoszan (1606–1607) wobec doktryn monarchomachów francuskich, Kraków: nakład autora 1925.
- Z dziejów polityki Jana III na Bliskim Wschodzie 1683–1686, Lwów: Towarzystwo Historyczne 1926.
- Ormianie w Stanisławowie w XVII i XVIII wieku, Stanisławów 1928.
- Miron Costin en Pologne : contributions a l'année 1684–5, Cluj: „Cartea Românească” 1931.
- Wyprawa Sobieskiego do Mołdawji w 1686 r., Warszawa: Wojskowe Biuro Historyczne 1932.
- Z lwowskich autografów Bibljoteki Polskiej w Paryżu, Lwów: Towarzystwo Miłośników Przeszłości Lwowa 1932.
- Powstanie listopadowe w dokumentach i pamiątkach Biblioteki Polskiej w Paryżu, wystawę i katalog oprac. Czesław Chowaniec, Irena Gałęzowska przy współpracy personelu Instytutu Historycznego im. Gen. Sikorskiego w Londynie, London: Instytut Historyczny im. Gen. Sikorskiego 1952.
- La Pologne, les Etats baltiques et l'Europe, Milano: Marzorati Editore 1953.
- Une carte militaire polonaise au XVII siècle : (les origines de la carte de l'Ukraine dressée par Guillaume le Vasseur de Beauplan),  Mâcon 1954.
- The first geographical map of Bernard Wapowski, Leiden: E. J. Brill 1955.
- Podstawy ideowe Biblioteki Polskiej w Paryżu,  Paryż: Towarzystwo Historyczno-Literackie 1956.
- Les origines d'une Fondation Charles Sienkiewicz et son oeuvre la Bibliotheque Polonaise de Paris,  Paris: Biblioteka Polska 1960.
- La question polonaise 1796–1921 : (historique, facteurs, problèmes), Milano: Marzorati 1963.
- Biblioteka Polska w Paryżu. Pomnik naszego tysiąclecia : [odczyt wygłoszony na wiosnę 1965 w ośrodkach Emigracji polskiej we Francji], Paris: PTH-L 1966.
- Historia twierdzy stanisławowskiej (1662–1812), redakcja naukowa Myrosław Wołoszczuk, Norbert Mika, Zenowij Fedunkiw, wyd. Centrum Kultury Polskiej i Dialogu Europejskiego, Iwano-Frankiwsk 2018, ISBN 978-966-8233-63-0